# リバウンド (バスケットボール)

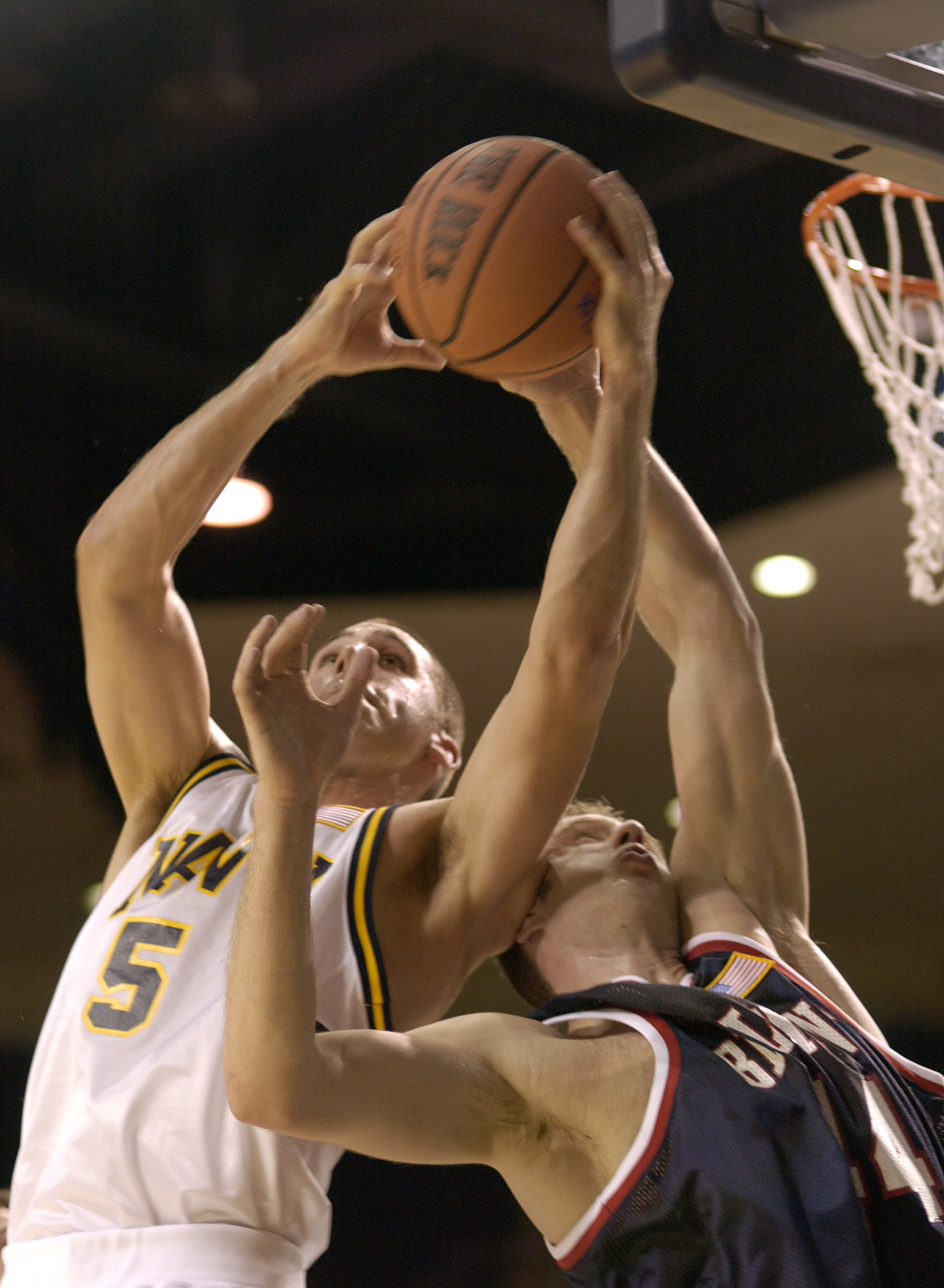
激しいリバウンド争い

バスケットボールにおけるリバウンド (Rebound) とは、シュートされたボールがゴールしなかったときの状態の事で、選手の誰かに触れるかアウト・オブ・バウンズになるまで状態が継続する。または、「リバウンド」という状態にあるボールを掴み取る、あるいは味方にティップすることによってボールを獲得するプレーである。攻撃側が獲得したリバウンドをオフェンスリバウンド、守備側が獲得したリバウンドをディフェンスリバウンドと呼ぶ。
本項ではプレーの意味としてのリバウンドを説明する。

## 技術的特徴
リバウンドはバスケットボールにおいて最も重要な技術の一つであり、その技術が高いためにスカウトされる選手も少なくない。リバウンドに強い選手がいると常に相手から先手を取ることが出来、自チームも思い切りのいいシュートができるからである。リバウンドを取るために相手を制し、有利なポジションを取る行動をスクリーンアウトまたはボックスアウトという。ヴァイオレイションの3秒ルールによりオフェンス側の選手はゴール下に長くとどまることが出来ず、フォワードやセンターの選手はゴールに背を向けてディフェンスの選手を背負ってプレーしていることが多いので、よりゴールに近い位置でポジションを取ることができるディフェンスの選手が有利だとされている。失点を防ぎ、得点する機会を増やすプレイのため、4点分の働きと言われることがある。身長や腕の長さ（ウィングスパン）手の大きさ、ジャンプ力が大きな強みとなるが、相手に対してのポジション取りとボックスアウトへの素早い動き、ミスショットのバウンドする位置を、判断する能力も大いに影響する。
上記含めて単にシュートに失敗したボールに最初に触れた選手は理屈としてはリバウンドを行ったことになり、記録はされるが、明示的にはリバウンドとは言わない。

## 分類

### 技法による分類
ワンハンド
片手の方が当然最高点に届くため、片手でボールを上から押さえつけるようにして、自分のコントロール出来る範囲へ引き込み同時に両手を添えて、確保する。
ボスハンド
より確実に強く両手で掴みとり、素早く頭上で肘を曲げてボールを相手のリバウンダーから避けて次の動作へ移る。着地した時点で後ろの敵のチェックに注意しなければならない。
ティップ
掴み取れない場合や、逆に余裕がある場合に、ボールを味方に有利な方向へティップする。ディフェンス側の場合、大きくティップし過ぎると、開いているオフェンスに取られ、ワイドオープンとなり、イージーショットとなる場合があるので、注意が必要である。

### 状況による分類
オフェンスリバウンド
攻撃側が獲得したリバウンド。そのままティップインやダンクショットが出来れば、即得点につながる。また、リバウンドはオフェンス側が不利になる場合が多いので、一旦はたき出し、守備側の対応の乱れを就いて、すぐさま得点に結びつけることもできる。
ディフェンスリバウンド
守備側が獲得したリバウンド。攻撃側の状況が悪ければ、すぐさま速攻に結びつくこともあるので、ガードの選手は、素早くリバウンダーがアウトレットパスを出しやすい位置に移動する。
チームリバウンド
リングに当たった後、誰もボールに触れずアウトオブバウンズとなった場合。守備側チームのチームリバウンドとなる。リバウンド争いの末、アウトオブバウンズとなった場合、アウトオブバウンズに責任のないチームのチームリバウンドとなる。2投以上のフリースローで、一投目が外れた場合、スロワー側のチームリバウンドとして記録され次の試投に移る。

## リバウンドに関する反則
以下の場合にルール違反となり、ペナルティが課される。
- ルーズボールファウル：リバウンドのためのポジション争いの中で、プッシングやホールディングなどが起こった場合。
- ゴールテンディング：ディフェンス側のリバウンダーがボールがリング上にあるボールを掴んだり、ティップした場合。ゴールが認められ得点が入る。通常にゴールした場合と同様に再開する。
- バスケットボールインターフェアー：オフェンス側のリバウンダーがボールがリング上にあるボールをティップした場合。ゴールに入っても得点は認められない。更に攻撃権が相手に移り、スローインとなる。ショットクロックは24秒へリセット

## 練習法
基礎トレーニング
- 通常の膝を曲げ腰を落としたジャンプも重要だが、リバウンドの場合は、ある程度膝が伸びた状態で脹脛の筋肉でジャンプすることが多いため、足首の屈伸で着地して直ぐに素早く繰り返しジャンプする練習がおこなわれる。
- 位置取りやボックスアウトの動きの反復練習が行われる。
- ボールを投げ上げたり、バックボードにぶつけたりし、上空のボールを最高点で掴む練習がおこなわれる。片手、両手のどちらについてもおこなう。

応用練習
- 上記の練習に加えて、リバウンドを確保した後に引き続く動作も練習される。
  - 素早く胸から腹の高さに抱え込んで、相手のチェックを防ぎつつ、そのままでピボットも行う。
  - 速攻につなげるように素早くボールを味方にはき出す練習。

実践練習
- 密集地帯で、外側へティップではき出す練習をおこなう。
- 試合形式で、故意にミスマッチを作って、スクリーンアウト、ボールの跳ね返る位置予測の練習をおこなう。

## リバウンドの名手
| Rank | プレーヤー                     | Player              | Game  | OFF_R | DEF_R  | RPG  | Total_REB |
| ---- | ------------------------------ | ------------------- | ----- | ----- | ------ | ---- | --------- |
| 1    | ウィルト・チェンバレン         | Wilt Chamberlain    | 1,045 | N/A   | N/A    | 22.9 | 23,924    |
| 2    | ビル・ラッセル                 | Bill Russell        | 963   | N/A   | N/A    | 22.5 | 21,620    |
| 3    | カリーム・アブドゥル＝ジャバー | Kareem Abdul-Jabbar | 1,560 | 2,975 | 9,394  | 11.2 | 17,440    |
| 4    | エルビン・ヘイズ               | Elvin Hayes         | 1,303 | 2,778 | 6,973  | 12.5 | 16,279    |
| 5    | モーゼス・マローン             | Moses Malone        | 1,329 | 6,731 | 9,481  | 12.2 | 16,212    |
| 6    | カール・マローン               | Karl Malone         | 1,476 | 3,562 | 11,406 | 10.1 | 14,968    |
| 7    | ティム・ダンカン               | Tim Duncan          | 1,331 | 3,744 | 10,900 | 11.0 | 14,644    |
| 8    | ケビン・ガーネット             | Kevin Garnett       | 1,424 | 3,194 | 11,318 | 10.2 | 14,512    |
| 9    | ロバート・パリッシュ           | Robert Parish       | 1,611 | 4,598 | 10,117 | 9.1  | 14,715    |
| 10   | ネイト・サーモンド             | Nate Thurmond       | 964   | 744   | 1,827  | 15   | 14,464    |
| 11   | ウォルト・ベラミー             | Walt Bellamy        | 1,043 | 264   | 481    | 13.7 | 14,241    |
| 12   | ウェス・アンセルド             | Wes Unseld          | 984   | 2,085 | 4,974  | 14   | 13,769    |
| 13   | アキーム・オラジュワン         | Hakeem Olajuwon     | 1,238 | 4,034 | 9,714  | 11.1 | 13,748    |
| 14   | シャキール・オニール           | Shaquille O'Neal    | 1,207 | 4,209 | 8,890  | 10.9 | 13,099    |
| 15   | バック・ウィリアムズ           | Buck Williams       | 1,307 | 4,526 | 8,491  | 10   | 13,017    |
| 16   | ジェリー・ルーカス             | Jerry Lucas         | 829   | 62    | 312    | 15.6 | 12,942    |
| 17   | ボブ・ペティット               | Bob Pettit          | 792   | N/A   | N/A    | 16.2 | 12,849    |
| 18   | チャールズ・バークレー         | Charles Barkley     | 1,073 | 4,260 | 8,286  | 11.7 | 12,546    |
| 19   | ディケンベ・ムトンボ           | Dikembe Mutombo     | 1,196 | 3,808 | 8,551  | 10.3 | 12,359    |
| 20   | ポール・サイラス               | Paul Silas          | 1,254 | 2,035 | 3,213  | 9.9  | 12,357    |
| 21   | チャールズ・オークレー         | Charles Oakley      | 1,282 | 3,924 | 8,281  | 9.5  | 12,205    |
| 22   | デニス・ロドマン               | Dennis Rodman       | 911   | 4,329 | 7,625  | 13.1 | 11,954    |
| 23   | ケビン・ウィリス               | Kevin Willis        | 1,424 | 4,132 | 7,769  | 8.4  | 11,901    |
| 24   | パトリック・ユーイング         | Patrick Ewing       | 1,183 | 2,752 | 8,855  | 9.8  | 11,607    |
| 25   | エルジン・ベイラー             | Elgin Baylor        | 846   | N/A   | N/A    | 13.5 | 11,463    |
| 26   | ドルフ・シェイズ               | Dolph Schayes       | 1,059 | N/A   | N/A    | 12.1 | 11,256    |
| 27   | ビル・ブリッジス               | Bill Bridges        | 926   | 257   | 376    | 11.9 | 11,054    |
| 28   | ジャック・シクマ               | Jack Sikma          | 1,107 | 2,542 | 8,274  | 9.8  | 10,816    |
| 29   | デビッド・ロビンソン           | David Robinson      | 987   | 3,083 | 7,414  | 10.6 | 10,497    |
| 30   | ベン・ウォーレス               | Ben Wallace         | 1,087 | 3,441 | 7,029  | 9.6  | 10,470    |

| Rank | プレーヤー                     | Player              | Game  | OFF_R | DEF_R | Total_REB | RPG  |
| ---- | ------------------------------ | ------------------- | ----- | ----- | ----- | --------- | ---- |
| 1    | ウィルト・チェンバレン         | Wilt Chamberlain    | 1,045 | N/A   | N/A   | 23,924    | 22.9 |
| 2    | ビル・ラッセル                 | Bill Russell        | 963   | N/A   | N/A   | 21,620    | 22.5 |
| 3    | ボブ・ペティット               | Bob Pettit          | 792   | N/A   | N/A   | 12,849    | 16.2 |
| 4    | ジェリー・ルーカス             | Jerry Lucas         | 829   | 62    | 312   | 12,942    | 15.6 |
| 5    | ネイト・サーモンド             | Nate Thurmond       | 964   | 744   | 1,827 | 14,464    | 15.0 |
| 6    | ウェス・アンセルド             | Wes Unseld          | 984   | 2,085 | 4,974 | 13,769    | 14.0 |
| 7    | ウォルト・ベラミー             | Walt Bellamy        | 1,043 | 264   | 481   | 14,241    | 13.7 |
| 8    | デーブ・コーウェンス           | Dave Cowens         | 766   | 1,574 | 5,122 | 10,444    | 13.6 |
| 9    | エルジン・ベイラー             | Elgin Baylor        | 846   | N/A   | N/A   | 11,463    | 13.5 |
| 10   | ジョージ・マイカン             | George Mikan        | 520   | N/A   | N/A   | 4,167     | 13.4 |
| 11   | デニス・ロドマン               | Dennis Rodman       | 911   | 4,329 | 7,625 | 11,954    | 13.1 |
| 12   | ドワイト・ハワード             | Dwight Howard       | 621   | 2,266 | 5,806 | 8,072     | 13.0 |
| 13   | ウィリス・リード               | Willis Reed         | 650   | 47    | 94    | 8,414     | 12.9 |
| 14   | ガス・ジョンソン               | Gus Johnson         | 581   | N/A   | N/A   | 7,379     | 12.7 |
| 15   | エルビン・ヘイズ               | Elvin Hayes         | 1,303 | 2,778 | 6,973 | 16,279    | 12.5 |
| 16   | モーゼス・マローン             | Moses Malone        | 1,329 | 6,731 | 9,481 | 16,212    | 12.2 |
| 17   | ドルフ・シェイズ               | Dolph Schayes       | 1,059 | N/A   | N/A   | 11,256    | 12.1 |
| 18   | ビル・ブリッジス               | Bill Bridges        | 926   | 257   | 376   | 11,054    | 11.9 |
| 18   | ハリー・ギャラティン           | Harry Gallatin      | 682   | N/A   | N/A   | 6,684     | 11.9 |
| 20   | チャールズ・バークレー         | Charles Barkley     | 1,073 | 4,260 | 8,286 | 12,546    | 11.7 |
| 21   | ティム・ダンカン               | Tim Duncan          | 1,111 | 3,292 | 9,241 | 12,533    | 11.3 |
| 21   | ウォルター・デュークス         | Walter Dukes        | 553   | N/A   | N/A   | 6,223     | 11.3 |
| 21   | ニール・ジョンストン           | Neil Johnston       | 516   | N/A   | N/A   | 5,856     | 11.3 |
| 24   | ジョニー・カー                 | Johnny Kerr         | 905   | N/A   | N/A   | 10,092    | 11.2 |
| 24   | カリーム・アブドゥル＝ジャバー | Kareem Abdul-Jabbar | 1,560 | 2,975 | 9,394 | 17,440    | 11.2 |
| 26   | アキーム・オラジュワン         | Hakeem Olajuwon     | 1,238 | 4,034 | 9,714 | 13,748    | 11.1 |
| 27   | デイブ・ディバッシャー         | Dave DeBusschere    | 875   | 134   | 623   | 9,618     | 11.0 |
| 28   | シャキール・オニール           | Shaquille O'Neal    | 1,207 | 4,209 | 8,890 | 13,099    | 10.9 |
| 29   | スウェン・ネイター             | Swen Nater          | 489   | 1,538 | 3,759 | 5,297     | 10.8 |
| 30   | デビッド・ロビンソン           | David Robinson      | 987   | 3,083 | 7,414 | 10,497    | 10.6 |

- NBAプレーヤーでは、多くの強力なリバウンダーがおり、現役選手では、ハッサン・ホワイトサイド、アンドレ・ドラモンド、過去にはウィルト・チェンバレン、ビル・ラッセル、デニス・ロッドマン、ケビン・ガーネット、ティム・ダンカン等が有名である。